# Oppsal IF
Oppsal Idrettsforening, kurz Oppsal IF oder OIF, ist ein norwegischer Sportverein aus Oslo. Als Gründungsdatum des Vereins gilt der 4. August 1912.

## Stammbaum des Vereins
- Bryn Atletklubb (gegründet 4. August 1912)
- Bryn Sportsklubb (gegründet Herbst 1912)
  - Zusammenschluss zu Bryn Sport- og Atletklubb (1914), Umbenennung in Bryn Idrettsforening (1925)
  - mit Oppsal Sportsklubb (gegründet 10. August 1915)
  - mit Ulven Idrettsforening (gegründet 1. Juli 1916)
    - Zusammenschluss zu Idrettsforeningen Bjart (4. September 1927)
    - mit Idrettsforeningen Freidig (gegründet 15. Juni 1928)
    - mit Grønvold Idrettsforening (gegründet 22. Juni 1913)
      - Zusammenschluss zu Idrettsforeningen B.F.G. (1945)
      - mit Oppsal Idrettforening (gegründet 1. Juli 1940)
      - mit Trasop Ishockeyklubb (gegründet 6. Januar 1965)
        - Zusammenschluss zu Oppsal Idrettsforening (1. Januar 1970), Umbenennung in Oppsal Allianse-Idrettsforening (9. November 2005)[1]

## Abteilungen
Innerhalb des Vereins bestehen Abteilungen für Fußball, Handball, Eishockey, Orientierungslauf, Basketball, Skisport und Cricket.

### Fußball
Die Fußballmannschaft der Männer stieg 2019 aus der drittklassigen PostNord-Ligaen in die viertklassige Norsk Tipping-Ligaen ab.

### Handball
Die Damen-Handballmannschaft trat mehrere Spielzeiten in der erstklassigen Eliteserien an. Die Herren-Handballmannschaft gewann in den 1970er und 1980er Jahren mehrfach die nationale Meisterschaft (reguläre Saison 1971, 1972, 1973, 1976, 1978 sowie Play-offs 1979, 1980, 1983) und zählt damit zu den erfolgreichsten Vereinen des Landes. 1976 erreichten die Herren im Europapokal der Pokalsieger nach Siegen über FH Hafnarfjörður (Island) und Progrès HC Seraing (Belgien) das Halbfinale, wo sie nur knapp am späteren Pokalsieger BM Granollers aus Spanien scheiterten (13:15, 13:13).